# AnnieS

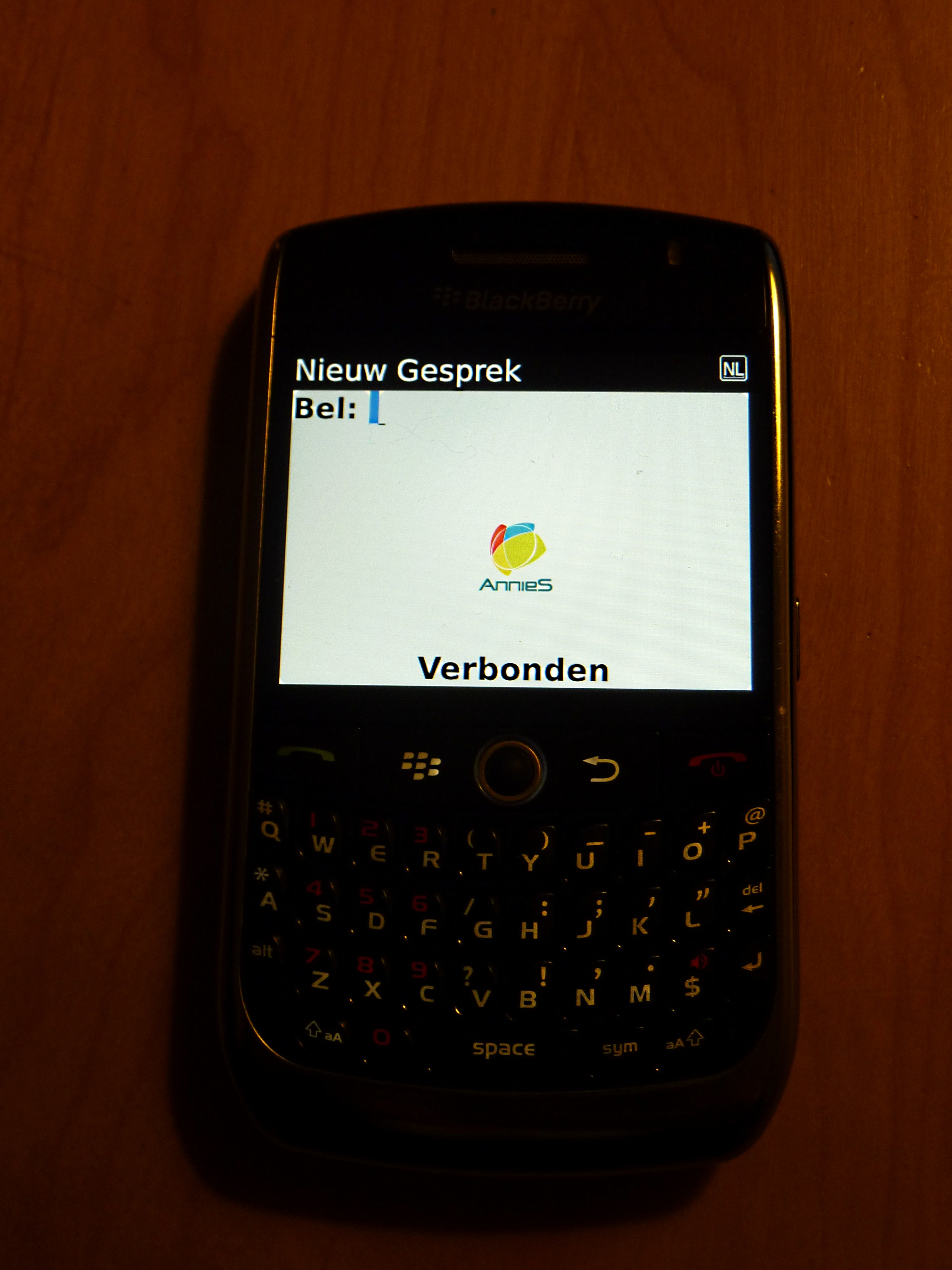
Een BlackBerry met software Teksttelefoon

AnnieS was een klein multimedia-bedrijf, gericht op het aanbieden van producten en diensten aan doven en slechthorenden. Het bedrijf werkte non-profit wegens maatschappelijke betrokkenheid met de doelgroep. Dat wil zeggen dat gemaakte winst wordt geïnvesteerd in verdere onderzoeken en ontwikkeling.
Het bedrijf streefde naar samenwerking met bedrijven en organisaties om bestaande producten en diensten toegankelijk te maken voor doven en slechthorenden. Er werd ook samengewerkt met belangenorganisaties om te onderzoeken wat de wensen van de doelgroep zijn. Individuen werden via een gebruikerspanel in staat gesteld hun mening te geven.
Begin 2012 ging het bedrijf failliet, na achtereenvolgens een langdurige Blackberry-netwerkstoring en een financieel geschil met de hostprovider.

## Tekstbellen
AnnieS ontwikkelde en leverde een mobiele teksttelefoon, de mobiele variant van de teksttelefoon. Met deze software kunnen ook doven en slechthorenden telefoneren.
Tekstbellen is een vorm van real time communicatie. Het scherm van de mobiele teksttelefoon deelt zich in tweeën. Twee personen kunnen tegelijkertijd typen waardoor er sprake is van direct contact. Alles wat ingetypt wordt is meteen door de ander te zien. Anders dan bij sms of e-mail hoeft men niet te wachten op antwoord vanwege de letter-voor-letter communicatie.
Met de mobiele teksttelefoon van AnnieS kon men tekstbellen naar:
- Andere mobiele teksttelefoons
- Internet teksttelefoons
- Vaste teksttelefoon
- De bemiddelingsdienst KPN Teleplus

Ook is het mogelijk om in geval van nood te tekstbellen naar 112. Dan moet het nummer 0800-8112 gebeld worden.

## REACH112
AnnieS werkte sinds juli 2009 in het Europese REACH112 project aan bereikbaarheid van het landelijk alarmnummer 112. Hierbij werd samengewerkt met het Korps Landelijke Politiediensten (KLPD). Met de mobiele teksttelefoon van AnnieS moest 112 beter bereikbaar worden voor dove en slechthorende mensen.

## Annie Sullivan
Het bedrijf is vernoemd naar Annie Sullivan. Zij was privé-lerares van de doofblinde Helen Keller. Annie leerde Helen communiceren, waardoor zij uiteindelijk kon studeren en maatschappelijk actief werd. AnnieS wil via deze naamkeuze aangeven dat het bedrijf net zo betrokken is om de wereld toegankelijk te maken voor doven en slechthorenden.